# Carmilla

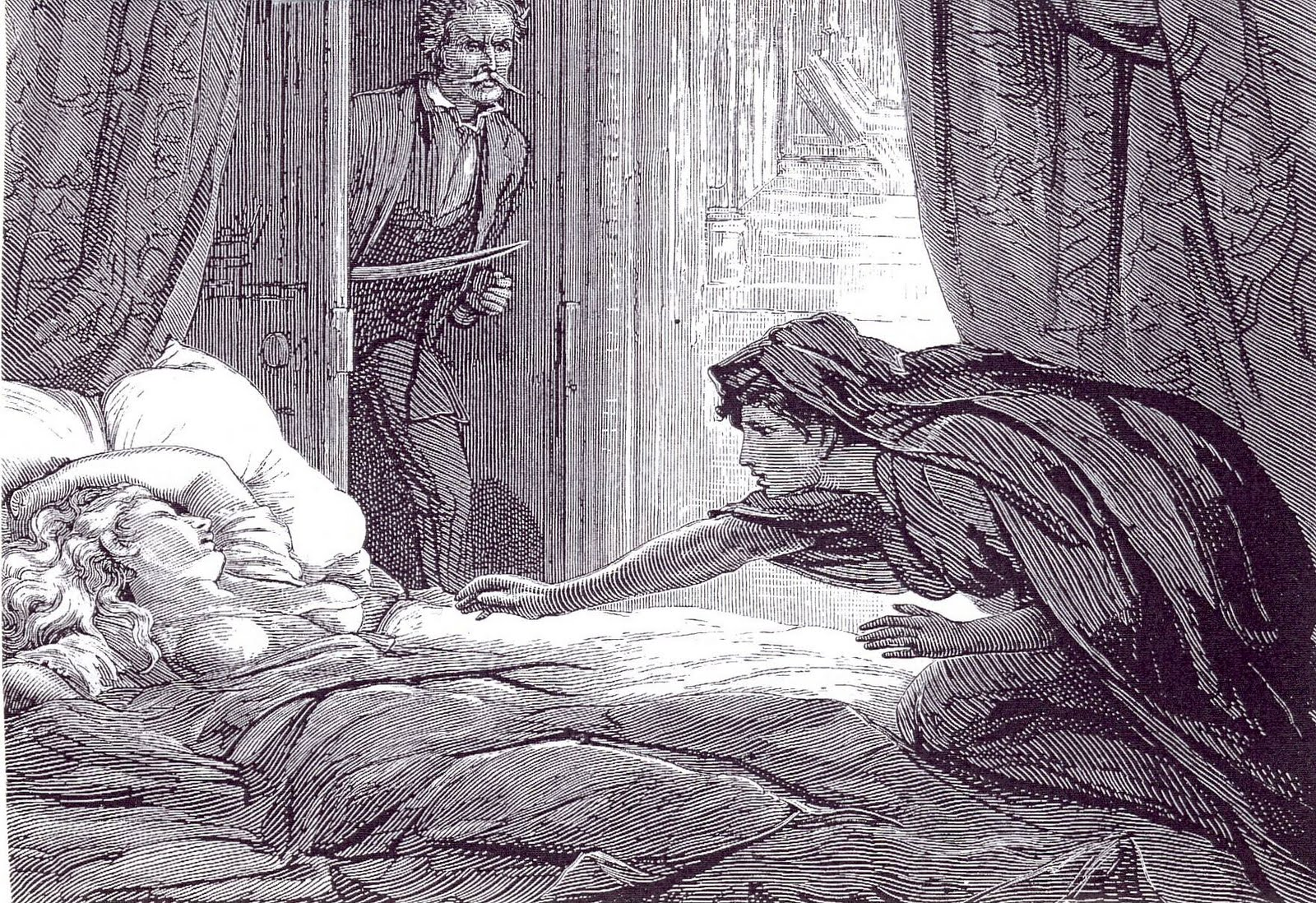
Illustration von D.H. Friston in der Zeitschrift The Dark Blue, 1872

Carmilla ist eine 1872 erschienene Novelle des irischen Autors Sheridan Le Fanu, in der die Begegnung einer jungen Frau mit einem weiblichen Vampir namens Carmilla erzählt wird. Der Text erschien zuerst in drei Teilen zwischen Januar und März 1872 in der Zeitschrift The Dark Blue und noch im selben Jahr in dem von Le Fanu herausgegebenen Sammelband In a Glass Darkly. Die Veröffentlichung in The Dark Blue enthielt Illustrationen von M. Fitzgerald und D.H. Friston, die in die Buchausgabe nicht übernommen wurden, weil sie sich nicht direkt auf den Inhalt der Geschichte bezogen.

## Handlung

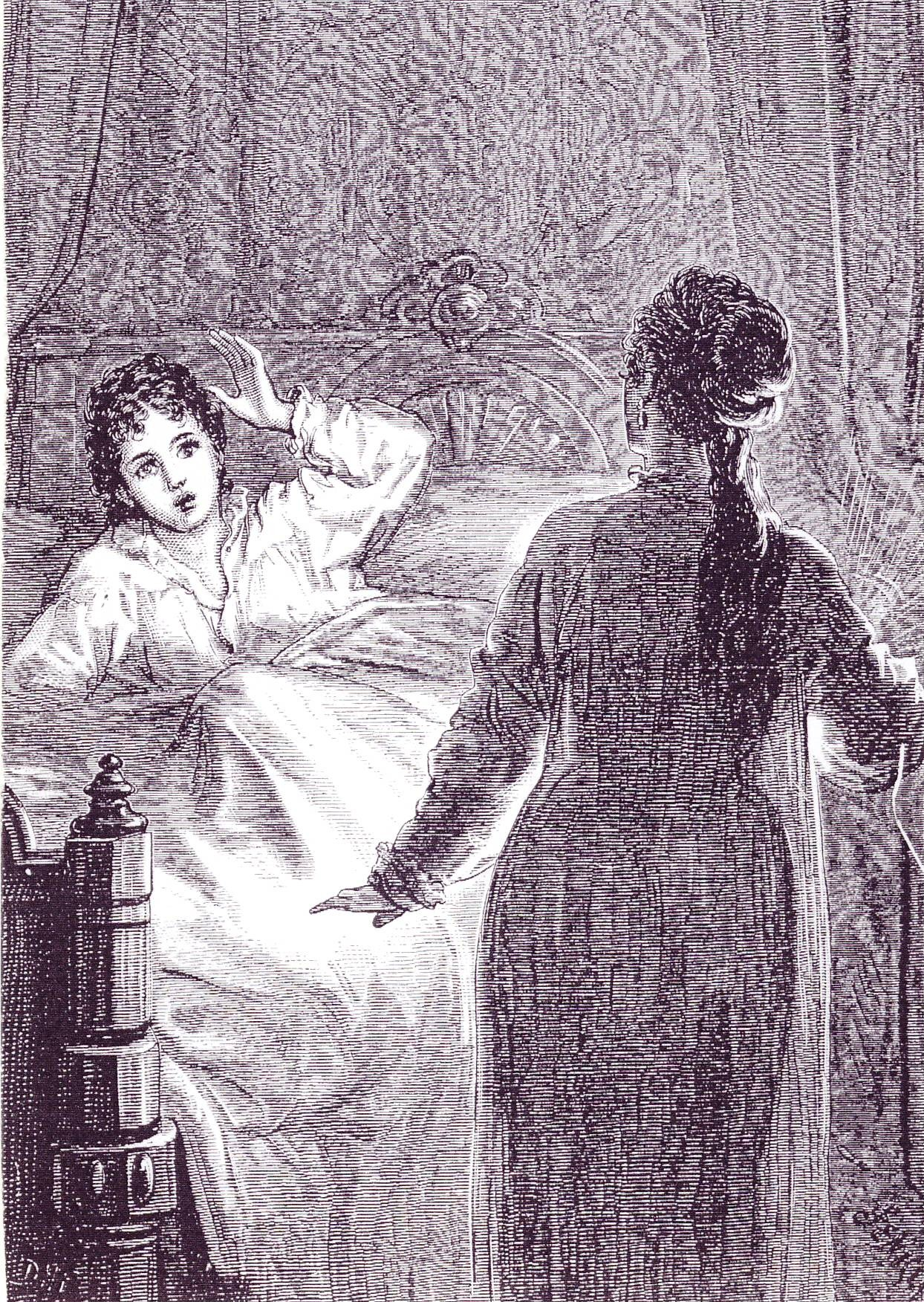
Illustration von D.H. Friston, 1872

Zusammen mit seiner Tochter Laura lebt ein reicher, englischer, ehemals in österreichischen Diensten stehender Witwer in einem Schloss in der Steiermark. Mit sechs Jahren sieht Laura nachts ein wunderschönes Wesen in ihrem Schlafzimmer und wird von diesem in die Brust gebissen, wovon sich allerdings später keine Spuren finden.
Zwölf Jahre später erhält Lauras Vater einen Brief eines alten Freundes, General Spielsdorf, der einen angekündigten Besuch mit seiner Nichte absagt, da diese plötzlich unter eigenartigen Umständen verstorben ist. Laura ist traurig, da sie sich im Schloss einsam fühlt und gerne eine Gefährtin gehabt hätte. Kurze Zeit später bringt der Unfall einer Kutsche ihr eine Gefährtin mit dem Namen Carmilla ins Haus. Da das junge Mädchen verletzt scheint, deren Mutter aber vorgibt, dass die unternommene Reise keinen Aufschub dulde, soll ihre Tochter für drei Monate in der Obhut der Familie des Schlosses bleiben. Vor ihrer Weiterfahrt versichert die Fremde, dass ihre Tochter geistig gesund sei, aber keinerlei Informationen über sich, ihre Familie und ihre Herkunft sowie über ihre Vergangenheit preisgeben werde.

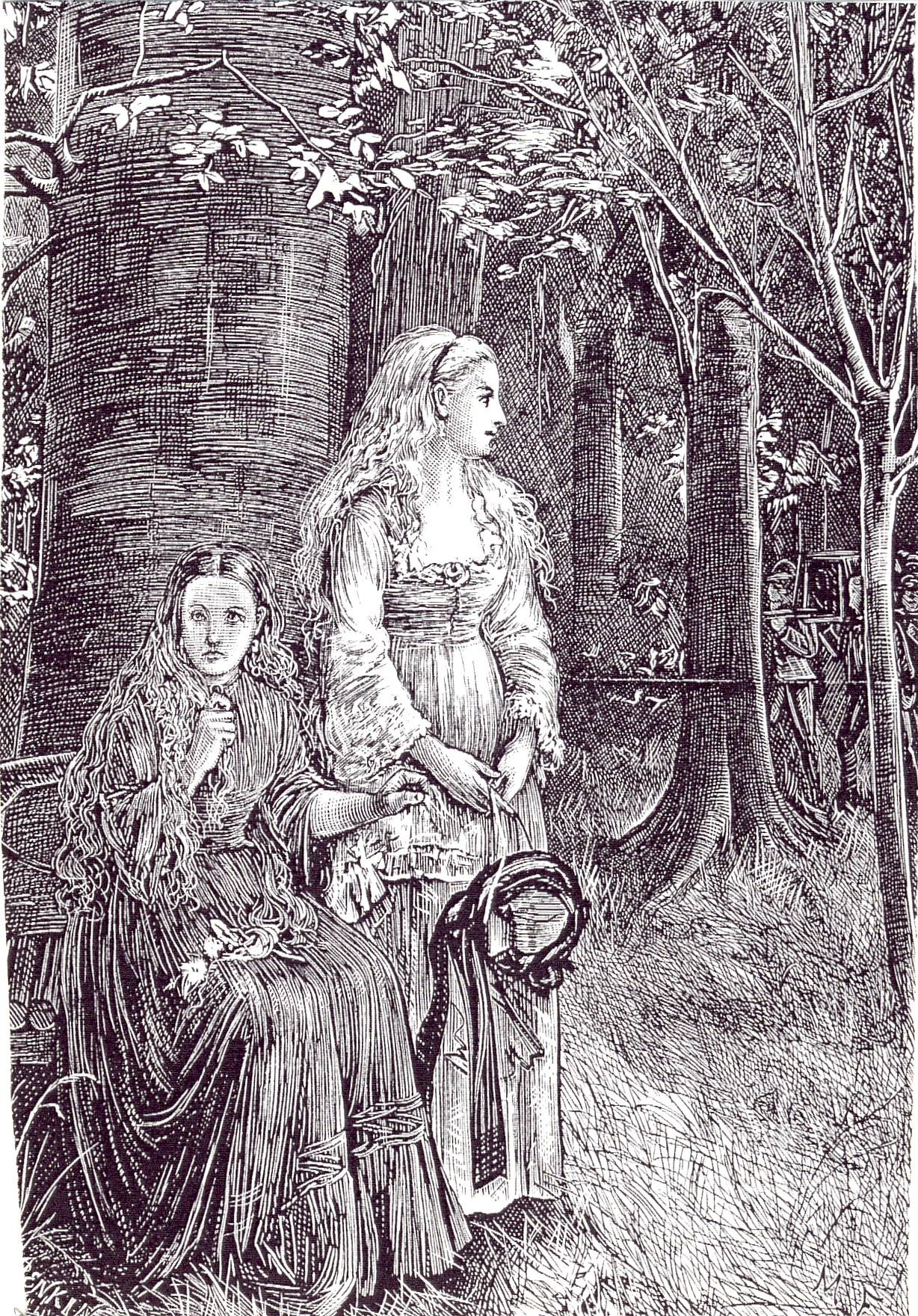
Die Beerdigung, Illustration von Michael Fitzgerald in The Dark Blue, 1872

In einem Gespräch erfährt Laura, dass Carmilla in ihrer Kindheit denselben Traum wie sie gehabt hat. Diese Gemeinsamkeit führt dazu, dass die beiden Mädchen enge Freundinnen werden, auch wenn Carmilla sich durch Fragen nicht dazu verleiten lässt, Laura mehr über sich zu erzählen. Auffällig sind allerdings Carmillas abrupte Stimmungsschwankungen und ihre romantische Hinwendung zu Laura. Sie wandelt im Schlaf und schläft von daher tagsüber viel. Ebenso berührt ihre Abneigung gegen christliche Gebräuche – sie wird wütend, als Laura angesichts eines Beerdigungszuges in die Lieder einstimmt – diese eigenartig. Merkwürdig ist, dass Carmilla – wie ein altes Familienporträt zeigt – einer Vorfahrin von Laura, der Gräfin Mircalla Karnstein, bis aufs Haar gleicht; die Ähnlichkeit erstreckt sich sogar bis hin zum Muttermal in ihrem Nacken.
Während Carmillas Aufenthalt hat Laura wieder Albträume: diesmal von einer großen teuflischen Katze, die sie nachts in die Brust beißt, sich dann in eine Frau verwandelt und den Raum durch das Fenster verlässt, ohne es zu öffnen. Der herbeigerufene Arzt kann keine Krankheit benennen, gibt aber den Rat, das Mädchen nie ohne Aufsicht zu lassen.
Um sie abzulenken, macht ihr Vater mit ihr einen Ausflug in das Dorf Karnstein. Da Carmilla noch schläft, hinterlassen sie eine Nachricht, sie möge mit einer Gouvernante nachkommen, wenn sie erwacht sei. Auf dem Weg nach Karnstein treffen sie zufällig auf General Spielsdorf, der ihnen seine eigene, unheimliche Geschichte erzählt. Auf einem Kostümball habe er ein junges Mädchen namens Millarca und deren geheimnisvolle Mutter kennengelernt, und seine Nichte sei auf der Stelle so eingenommen von dem Mädchen gewesen, dass man die beiden für drei Monate eingeladen habe, zumal die Mutter ihn davon habe überzeugen können, dass sie alte Bekannte seien. Während des Aufenthalts sei seine Nichte erkrankt und habe die gleichen, eigenartigen Symptome aufgewiesen, wie Laura sie nun habe. Der von ihm konsultierte Arzt sei sich sicher gewesen, dass seine Nichte von einem Vampir heimgesucht werde. Daraufhin habe er sich nachts mit einem Schwert bewaffnet in deren Schlafzimmer in einem Wandschrank verborgen und gesehen, wie eine katzenhafte Kreatur durch ihr Zimmer geschlichen sei und seine Nichte in den Nacken gebissen habe. Als er das Wesen angegriffen habe, habe es die Form von Millarca angenommen und sei durch die verschlossene Tür entschwunden. Unmittelbar darauf sei seine Nichte gestorben.
In Karnstein angekommen, wendet sich Spielsdorf an den Förster, um zu erfahren, wo er das Grab von Mircalla Karnstein finden könne. Er will ihr den Kopf abschlagen, denn nur so werde der Albtraum enden. Der Förster berichtet, dass der Mann, der vor langer Zeit den Vampir besiegt habe, das Grab verlegt habe und nur sein Herr wisse, wo es zu finden sei. Noch während der General mit Laura in der verlassenen Kapelle wartet, erscheint Carmilla. Als sie Spielsdorf sieht, greift sie ihn an. Der General verteidigt sich mit einer Axt und vertreibt sie. Er erläutert Laura, dass es sich bei „Carmilla“ um ein Anagramm von „Millarca“ handelt und man es mit dem wiederauferstandenen Vampir, der Gräfin Karnstein, zu tun habe.
Die Geschichte endet mit der Öffnung des Grabes und der Vernichtung des Vampirs.
Laura erleidet davon ein Trauma.

## Bedeutung
Die Titelfigur Carmilla gilt als der Prototyp einer langen Reihe weiblicher, auch lesbischer Vampire, auch wenn – den Gepflogenheiten der Zeit geschuldet – Le Fanu ihre Sexualität nicht deutlich benennt. Dennoch sind die Hinweise (beispielsweise die Präferenz weiblicher Opfer) deutlich. Auch sind bereits einige Charakteristika des „modernen Vampirs“ vorhanden: Die Fähigkeit, durch Wände zu gehen, die Verwandlung in ein Tier und der Schlaf im Sarg. In anderen Punkten unterscheidet sie sich von dem mittlerweile ausgeprägten Typus: Zwar bevorzugt Carmilla die Nacht, sie ist aber nicht darauf angewiesen, sich vor der Sonne zu schützen. Auch ist ihr animalisches Alter Ego nicht die Fledermaus, sondern die Katze.

## Wirkung
Die Geschichte hat einen nicht zu unterschätzenden Einfluss auf Bram Stoker gehabt. So findet sich in dessen ersten Entwurf zu Dracula als Antagonist noch ein „Graf Wampyre aus der Steiermark“ (eng: Count Wampyre of Styria); erst später verlegte Stoker die Handlung nach Transsylvanien. Auch sind beide Romane Briefromane, was es dem Leser erlaubt, zusammen mit der erzählenden Person hinter das Geheimnis der Geschichte zu kommen: Carmilla ist ein Bericht von Laura an Dr. Hesselius, Dracula eine Sammlung von Briefen, Tagebucheinträgen und Zeitungsartikeln. Ebenso gibt es Parallelen bei den handelnden Figuren, beispielsweise zwischen Carmilla und Lucy Westenra (Aussehen, Schlafwandeln).
1987 veröffentlichte Elfriede Jelinek ihr Stück Krankheit oder Moderne Frauen, in welchem eine Frauenfigur mit dem Namen Carmilla auftaucht und im Laufe des Stücks von einer lesbischen Vampirin gebissen und dadurch verwandelt wird.
Schloss Karnstein soll von Schloss Hainfeld in der Südoststeiermark inspiriert worden sein.

## Vertonung
Der Westdeutsche Rundfunk vertonte 1984 unter der Regie von Heinz-Wilhelm Schwarz die Geschichte über die wohl bekannteste weibliche Vampirgestalt der Literaturgeschichte in einer 51-minütigen Hörspielversion. Carmilla wurde von Nina Danzeisen und Laura von Sona McDonald gesprochen. 1995 entstand in einer Gemeinschaftsproduktion des Süddeutschen Rundfunks und Südwestfunks eine weitere Hörspielumsetzung ebenfalls unter dem Titel „Carmilla“. In der 73 Minuten dauernden Vertonung führte Eduard Hermann Regie.
2003 erschien in der Reihe Die schwarze Stunde bei Hörspiele Welt eine 61-minütige Hörspielversion von Olaf Seidler und Bergit Lasar. Als erste Folge seiner Reihe Gruselkabinett brachte das Label „Titania Medien“ den Stoff 2004 als 77-minütiges Hörspiel heraus, dramatisiert von Marc Gruppe.
Auch für den englischsprachigen Rundfunk wurde „Carmilla“ mehrfach umgesetzt. So wurde am 31. Juli 1975 im Rahmen des CBS Radio Mystery Theater eine Hörspielvertonung dieser klassischen Vampirgeschichte ausgestrahlt. Eine weitere englischsprachige Adaption des Themas sendete das CBC Radio in der Serie Nightfall am 20. November 1981.

## Verfilmungen (Auswahl)
Basierend auf der Handlung von Carmilla entstanden auch mehrere Vampirfilme:
- 1932: Vampyr – Der Traum des Allan Grey (Regie: Carl Theodor Dreyer)
- 1936: Draculas Tochter (Regie: Lambert Hillyer)
- 1960: ...und vor Lust zu sterben (Regie: Roger Vadim)
- 1964: Ein Toter hing am Glockenseil (Regie: Camillo Mastrocinque)
- 1970: Gruft der Vampire (Regie: Roy Ward Baker)
- 1971: Nur Vampire küssen blutig (Regie: Jimmy Sangster)
- 1972: Draculas Hexenjagd (Regie: John Hough)
- 1972: The Blood Spattered Bride (Regie: Vicente Aranda)
- 1980: Carmilla (polnische TV-Adaption, Regie: Janusz Kondratiuk)
- 1989: Carmilla (TV-Film, Regie: Gabrielle Beaumont)
- 2009: Lesbian Vampire Killers (Regie: Phil Claydon)
- 2011: Die Sehnsucht der Falter (Regie: Mary Harron)
- 2014: Carmilla (Webserie, Regie: Spencer Maybee)
- 2014: Styria (Regie: Mauricio Chernovetzky, Mark Devendorf)
- 2014: The Unwanted (Regie: Bret Wood)
- 2017: The Carmilla Movie (Regie: Spencer Maybee)
- 2019: Carmilla – Führe uns nicht in Versuchung (Regie: Emily Harris)

## Dramatisierung
1994 schrieben und inszenierten Ulrike und Friedhelm Schneidewind eine Theaterfassung, die als Inszenierung des Studio-Theaters Saarbrücken bis 1999 rund 60 Aufführungen erlebte, darunter 1997 und 1998 im Leipziger Schauspielhaus beim Wave-Gotik-Treffen, in Georgien 1995 und in Transsilvanien bei einer Rumänientournee 1996. 1997 wurde das Stück vom Theater „Bretthupferl“ in Pforzheim gespielt, 2007 vom „Theater Akteur“ in Mechernich aufgeführt. 2016 wird die schweizerdeutsche Theaterfassung Carmilla - a Gothic Lovestory geschrieben und inszeniert von Hugo Kropf, von der SpiegelBühne in Spiegel bei Bern uraufgeführt.

## Graphic Novel
- Carmilla: Die erste Vampirin (Graphic Novel von AMY Chu und Soo Lee), aus dem Englischen von Katrin Aust, Bielefeld: Splitter Verlag, 2024, ISBN 978-3-98721-192-8

## Buchausgabe
- Carmilla, die Vampirin, aus dem Englischen von Helmut Degner, Zürich: Diogenes 2011, ISBN 978-3-257-24087-0.
- Carmilla: neu übersetzt, aus dem Englischen von Gisa L. Mertens, Norderstedt: Books on Demand 2023, ISBN 978-3-743-14335-7.
- Carmilla: der weibliche Vampir, aus dem Englischen von Eike Schönfeld, Stuttgart : Klett-Cotta, 2024, ISBN 978-3-608-98820-8